# Кавалерийская улица (Зеленогорск)
Кавалери́йская у́лица — улица в городе Зеленогорске Курортного района Санкт-Петербурга. Проходит от Приморского шоссе до проспекта Красных Командиров.
Первое название улицы — Твонина улица — известно с 1907 года. Оно происходит по фамилии домовладельца.
В 1920-х годах улица стала Kullervonkatu. Такое наименование дали по имени персонажа карело-финского эпоса «Калевала» Куллерво.
Кавалерийской улица стала после войны. Возможно, такое название дано по созвучию с финским.
Вдоль нечетной стороны Кавалерийской улицы на участке от Фабричной улицы до Комендантской находится объект культурного наследия федерального значения «Дача Новикова». Он числится по Исполкомской улице, 6.
На перекрёстке с Комендантской улицей Кавалерийская улица поворачивает налево под углом 80° и по сути продолжает Комендантскую улицу.
В 40 м северо-западнее перекрестка с Кузнечной улицей по водопропускной трубе пересекает реку Жемчужную.

## Перекрёстки
- Приморское шоссе
- Фабричная улица
- Комендантская улица
- Кузнечная улица
- Проспект Красных Командиров